# Star Wars: Jedi Arena
Star Wars: Jedi Arena är ett skjutspel i 2D från 1983 utvecklat och utgivet av Parker Brothers till konsolen Atari 2600. Det är det första Star Wars-spelet som innehåller ett spelupplägg med ljussabel. Spelets mål, som är baserat på en scen i Stjärnornas Krig, är att besegra sin motståndare med ”the Seeker ball”. Detta samtidigt som spelaren med hjälp av ljussabeln måste försvara sig själv mot laserstrålar.  
Efter utgivningen av deras första Star Wars-spel,  Star Wars: The Empire Strikes Back, fortsatte Parker Brothers att utveckla Star Wars-titlar. Jedi Arena var en av dessa och spelet programmerades av Rex Bradford. Trots att spelet fick blandade recensioner vid utgivningen; ljudeffekterna fick beröm medan det abstrakta stridssystemet kritiserades, är spelets eftermäle till största del negativt. Flertalet senare recensenter har refererat till spelet som ett av de sämsta Star Wars-spelen genom tiderna. 

## Spelupplägg
I Star Wars: Jedi Arena möter två Jediriddare, en blå och en röd, varandra under träningssessioner med ljussabel. Spelare 1 är blå och den röda Jedin är antingen en spelar- eller datorstyrd motståndare. Spelaren kontrollerar sin ljussabel med en paddel och försvarar sig mot laserstrålarna som kommer från the Seeker ball, som i sin tur avfyras av motståndaren. The Seeker löper emellanåt amok och skjuter laserstrålar på ett slumpmässigt vis. Målet i spelet är att avfyra laserstrålar från The Seeker mot motståndarens sköld och slutligen direkt mot motståndaren genom att sikta i riktning mot det håll som ljussabeln pekar. Spelet har fyra svårighetsnivåer där Seekerns hastighet ändras. På den högsta nivån är Seekern osynlig. Spelet slutar när en spelare mottar tre direkta träffar och när vinnaren blir en Jedimästare.

## Utveckling och utgivning

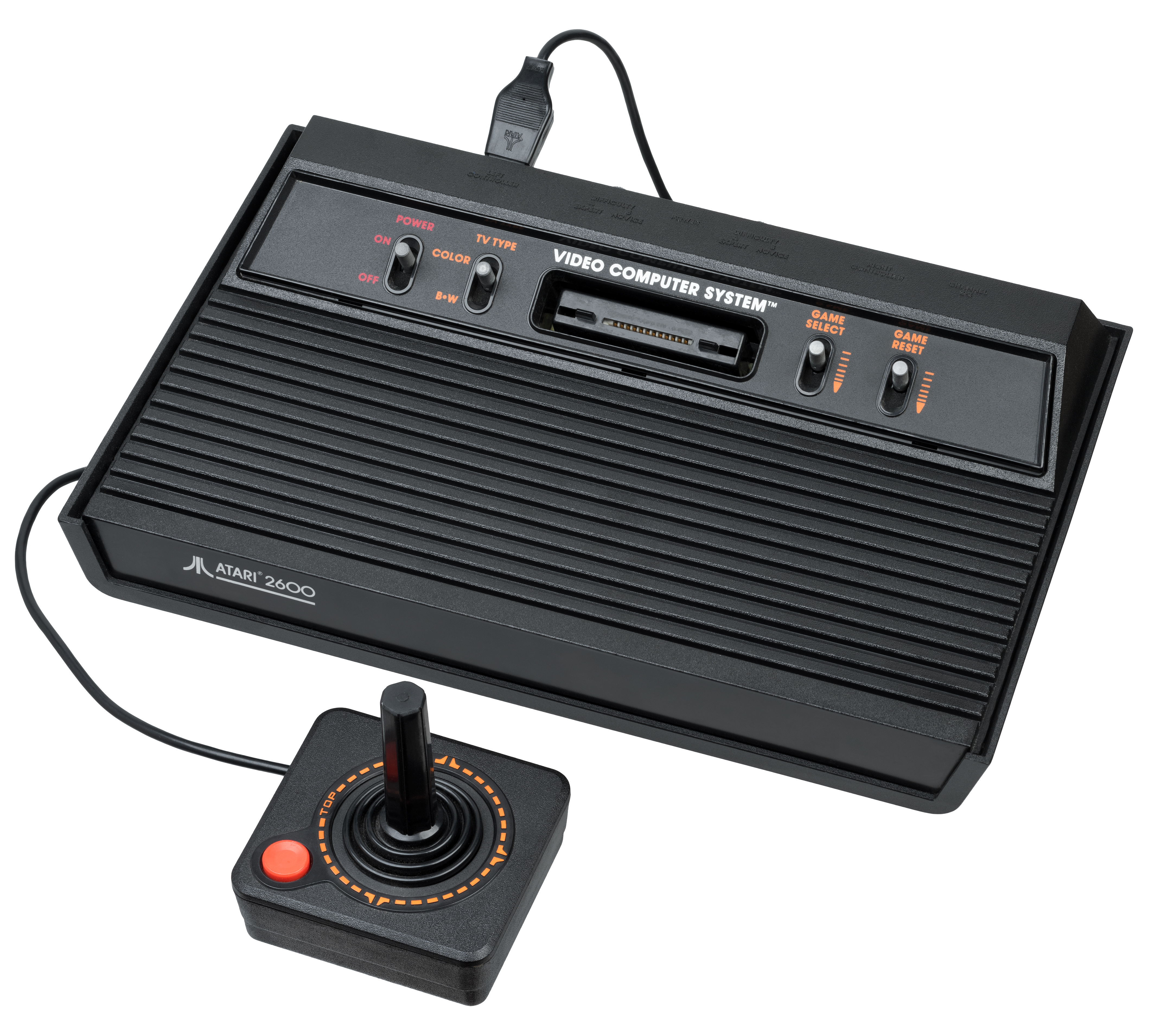
Star Wars: Jedi Arena släpptes till konsolen Atari 2600.

Trots att  Star Wars: The Empire Strikes Back inte blev en stor succé, sålde det tillräckligt för att Parker Brothers skulle satsa på att utveckla fler Star Wars-spel. I december 1982 rapporterade tidningen Billboard att Parker Brothers utvecklade deras andra spelkassett. Utgivningsdatumet för Star Wars: Jedi Arena sattes till den följande månaden. Under produktionen av spelet förlitade sig Parker Brothers på ett abstrakt upplägg för stridssystemet som drog fördel av ”de unika teknologier och situationer inom Star Wars-universumet”. Spelet programmerades av Rex Bradford, och inspirerades av en scen i Stjärnornas Krig där Luke Skywalker med sin ljussabel försvarar sig mot The Seekers laserstrålar ombord på Millennium Falcon. Spelet släpptes som planerat till Atari 2600 i januari 1983.

## Mottagande
Star Wars: Jedi Arena fick blandade recensioner från kritiker på 1980-talet. Adam Thompson på Creative Computing Video & Arcade Games jämförde spelmekanismen där motståndarens sköld skadas med upplägget i arkadspelet Breakout. Han lovordade spelets flerfärgade laserstrålar och ljudeffekter, där han tyckte att det senare tillförde spelet realism. Enligt Peter Brown på Gamespot var dock den huvudsakliga kritiken i spelet den stationära Jedin och de abstrakta striderna,  något som skiljde sig från actionfansens förväntningar.
Bland nutida kritiker är spelets eftermäle högst negativt. Ian Dransfield på Digital Spy rankade det som ett av de fem sämsta Star Wars-spelen någonsin och nämnde att spelet inte hade åldrats väl.  Lewis Packwood på Kotaku listade spelet som näst sämst och sade att spelet inte skulle ha baserats på en specifik scen i Star Wars som involverar Luke Skywalker som försvarar sig mot en ”svävande strandboll”. I boken Classic Home Video Games, 1972–1984: A Complete Reference Guide kritiserade Brett Weiss spelets kontroller, dess allmänt ”missvisande” koncept (sett till att Jedis aldrig tar initiativet till en duell) och för att spelupplägget ”[litar] för mycket på turen”. Flertalet andra beskrev Jedi Arena som antingen bedrövligt, eller som ett av de sämsta Star Wars-spelen.
Matt Dorville på Blastr rankade dock spelet som No. 31 på webbplatsens lista över 50 Star Wars-spel, rankat från sämst till bäst, och sade att Jedi Arena inte var dåligt vid tiden för dess utgivning och att spelet faktiskt erbjöd ett underhållande upplägg. I Guinness World Records 2017 Gamer’s Edition, omnämns Jedi Arena som det första Star Wars-spelet som innehåller användning av ljussablar.